# Antibiotika-assoziierte Diarrhoe
Der Begriff Antibiotika-assoziierte Diarrhoe bezeichnet eine Durchfallerkrankung, die während oder nach der Einnahme von Antibiotika entstanden ist.

## Begriffserläuterung
Eine einheitliche Definition des Begriffes fehlt, zumal er nicht die Ursache der Störung beschreibt. Unter Antibiotika-assoziierter Diarrhoe (AAD) werden unterschiedliche Krankheiten zusammengefasst, die alle zu einem Durchfall während oder bis zu acht Wochen nach Einnahme eines oder mehrerer Antibiotika führen. Dabei spielt es keine Rolle, ob das Antibiotikum geschluckt oder als Infusion direkt in das Blut gegeben wird. Oft ist das Phänomen harmlos; selten jedoch kann die Antibiotika-assoziierte Diarrhoe lebensbedrohlich werden.

## Häufigkeit
Bei  Antibiotikatherapie durch Infusion oder Injektion beträgt der Anteil der Patienten, die eine AAD erleiden 10 %. Aufgrund des üblicherweise schlechteren Gesundheitszustandes und möglichen Krankenhauskeimen ist die Wahrscheinlichkeit bei hospitalisierten Patienten höher, eine Antibiotika-assoziierte Diarrhoe zu erleiden, als im ambulanten Bereich.

## Beschwerdebild
Das Ausmaß und der Verlauf des Durchfalls hängen von seiner Ursache ab. Während eine angeregte Peristaltik harmlos ist, kann eine Infektion oder eine Allergie lebensbedrohliche Folgen haben. Neben einem massiven Verlust von Flüssigkeit und Salzen über den Darm kann es auch zu einem Eindringen von Bakterien in das Blut kommen, wo sie sich rasch vermehren können. Man spricht in diesem Fall von einer Sepsis.

## Ursachen
Da der Begriff AAD nur einen zeitlichen Zusammenhang mt dem Auftreten von Durchfällen beschreibt, kommen alle Ursachen von Durchfällen in Frage.
- In über 75 % der Fälle von AAD handelt es sich nicht um eine Infektion. Vielmehr gibt es direkte Wirkungen des Antibiotikums oder von Zusätzen des Antibiotikums auf den Darm, der dadurch zu einer schnelleren Bewegung des Darminhalts, der sogenannten Peristaltik, angeregt wird und auch vermehrt Flüssigkeit an den Darminhalt abgibt (Sekretion).[2]
- In 25 % der Fälle ist es eine Infektion, die durch die Antibiotika begünstigt wurde.[2] Treten die Durchfälle innerhalb von 3 Tagen nach Beginn der Behandlung auf, muss an die typischen Erreger von Magen-Darm-Entzündungen (Gastroenteritis), wie zum Beispiel das Norovirus gedacht werden.[2] In solch einem Fall besteht kein ursächlicher Zusammenhang mit der Antibiotikabehandlung. Bei größeren Zeitabständen ist die Infektion mit Clostridioides difficile (CDI), das die pseudomembranöse Kolitis verursacht, wahrscheinlicher.[2] Dieser Erreger ist häufig im Darm des Menschen vorhanden, ohne Krankheitssymptome auszulösen. Erst die Antibiotikatherapie erhöht die Wahrscheinlichkeit des Auftretens einer Durchfallerkrankung.[3]

## Diagnostik
Treten im Zusammenhang mit einer Antibiotikabehandlung Durchfälle auf, ist der Stuhl auf mögliche Erreger zu untersuchen (Stuhlprobe). Hierbei gilt für Noroviren die PCR als Methode der Wahl. Für Clostridioides difficile wird bei symptomatischen Patienten die mikrobiologische Untersuchung des Stuhls empfohlen, ansonsten auch der Toxinnachweis. Zur Beurteilung des Schweregrades der Durchfallerkrankung und zur möglichen Notwendigkeit allgemeiner Maßnahmen wie Infusionen sind entsprechende Blutuntersuchungen notwendig. Endoskopische Untersuchungen und bildgebende Verfahren sind nicht erforderlich.

## Risikofaktoren für das Auftreten von Infektionen mit Clostridioides difficile
- Ältere Untersuchungen kamen zu dem Schluss, dass bestimmte Antibiotika das Auftreten von CDI begünstigen. Inzwischen stellt man fest, dass diese Komplikation bei jedem Antibiotikum auftreten kann.[3]
- CDI treten 2–3 mal häufiger auf, wenn der Säuregehalt des Magens durch Medikamente (Protonenpumpenhemmer) gesenkt wird.[3]
- CDI treten um 30 % häufiger auf, wenn Patienten entzündungshemmende Medikamente einnehmen (NSAR).[3]
- Hohes Lebensalter und Begleiterkrankungen erhöhen das Risiko für eine CDI.[3]

## Therapie (Behandlung)
- Bei milden Verläufen und sofern das möglich ist, reicht die Beendigung der Antibiotikabehandlung, um nach 2 bis 3 Tagen eine Besserung der Symptome zu erreichen.[5][6]
- Gegebenenfalls muss der Verlust von Flüssigkeit und Salzen ausgeglichen werden. Oft braucht es dafür eine Infusion.[6]
- Gegebenenfalls müssen Medikamente, die die Beweglichkeit des Darms hemmen (Motilitätshemmer) abgesetzt werden.[6]
- Ist eine antimikrobielle Therapie gegen Clostridioides difficile erforderlich, kommen die Wirkstoffe Vancomycin und  Fidaxomicin zum Einsatz. Gegen das früher gebräuchliche Metronidazol sind die Erreger inzwischen nicht mehr ausreichend empfindlich (Antibiotikaresistenz).[7]

## Prophylaxe
Eine wichtige prophylaktische Maßnahme ist der zurückhaltende Einsatz von Antibiotika. Dies sorgt gleichzeitig auch für eine geringere Ausbreitung von Antibiotikaresistenzen. In medizinischen Einrichtungen (Krankenhäuser, Pflegeheimen) ist es wichtig, das Auftreten von CDI statistisch zu erfassen, um gegebenenfalls Maßnahmen einzuleiten. Wurden bei der Diagnostik der AAD Erreger nachgewiesen, müssen wie immer bei infektiösen Durchfallerkrankungen die Grundregeln der Hygiene eingehalten werden, um einer weiteren Ausbreitung vorzubeugen. Wiederholt wurde empfohlen, eine Antibiotika-Behandlung mit sogenannten Probiotika zu begleiten, um Durchfallerkrankungen vorzubeugen. In einer aufwändigen Studie wurde 2015 jedoch die Wirkungslosigkeit dieser Mittel belegt.